# Catedral de Trieste
Catedral de Trieste, dedicada a São Justo de Trieste, é uma Igreja Católica Romana localizada na cidade de Trieste, no noroeste da Itália.
Em 1889, o Papa Leão XIII concedeu-lhe o título de basílica menor.

## História
Conforme relatado pela maioria dos historiadores de Trieste, o aspecto atual da basílica deriva da unificação das das antigas igrejas de Santa Maria e São Justo de Trieste, que foram incorporadas sob o mesmo teto pelo bispo Rodolfo Pedrazzani da Robecco, em obras que duraram de 1302 a 1320.
As primeiras notícias a respeito da catedral remontam ao ano de 1337 , quando a torre sineira da antiga igreja de Santa Maria foi coberta por uma espessa parede para suportar o novo edifício. As obras da torre sineira terminaram em 1343 , mas as obras da igreja continuaram praticamente até o final do século. A torre sineira era originalmente mais alta, mas em 1422 foi atingida por um raio e foi reduzida à altura atual.
Após a dedicação definitiva da cidade à Áustria (1382), o então imperador Leopoldo III nomeou o primeiro bispo alemão de Trieste, Enrico de Wildenstein, que consagrou o altar-mor da catedral em 27 de novembro de 1385 

## Exterior

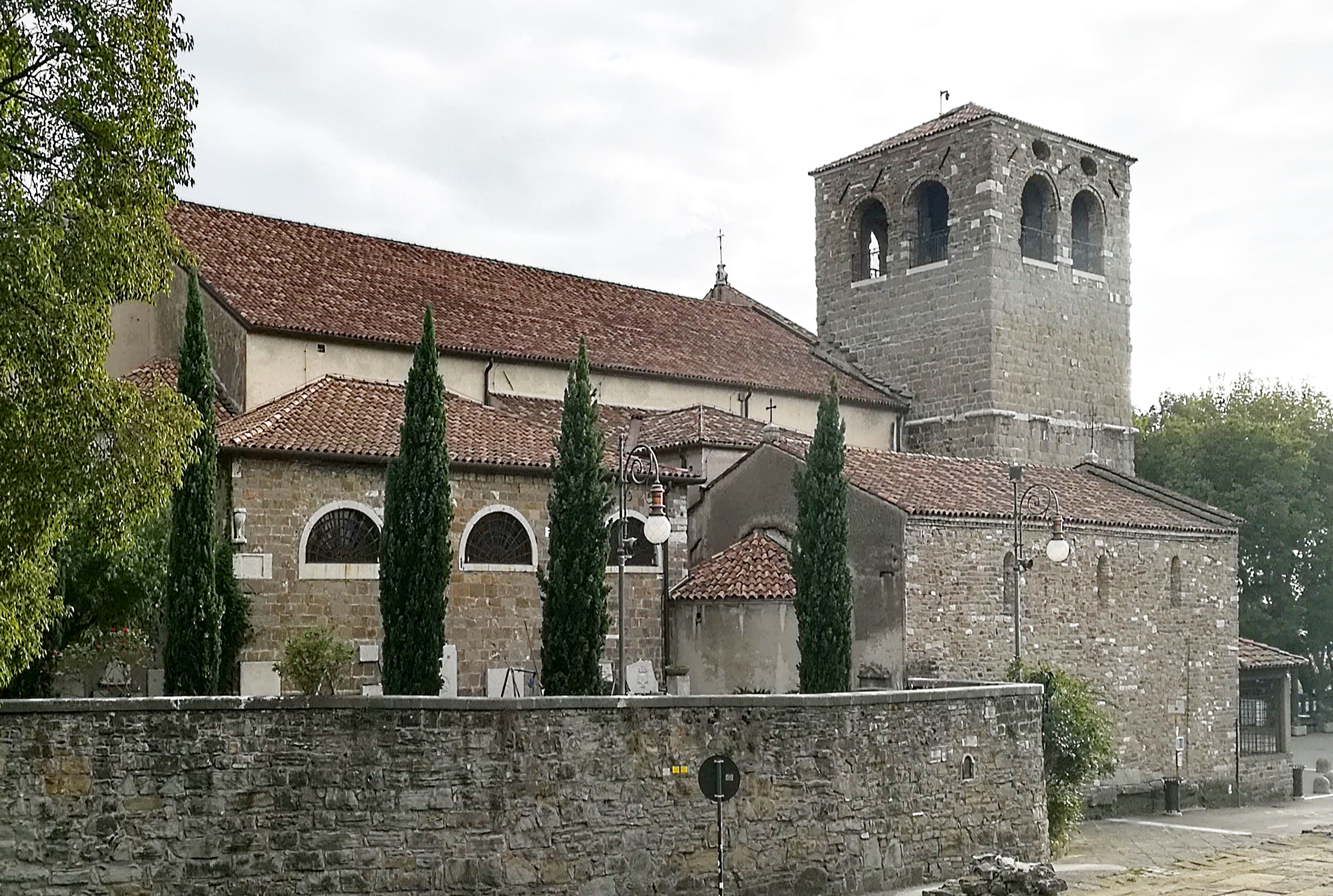
Exterior da Catedral

A fachada da igreja é enriquecida por uma enorme rosácea de pedra cárstica, criada no local por mestres pedreiros contratados em Soncino, perto de Cremona. Uma lembrança disso permanece no nome da Via dei Soncini em Trieste.
Tanto a torre sineira como a fachada da igreja estão generosamente cobertas com achados da época romana. Por exemplo, o portal de entrada foi criado a partir de um antigo monumento funerário. Os bustos de bronze , acrescentados em 1862 à fachada sobre suportes feitos de pedestais romanos, representam três bispos ilustres: Enea Silvio Piccolomini, mais tarde Papa Pio II, Rinaldo Scarlicchio , descobridor das relíquias veneradas na catedral, e Andrea Rapicio, humanista do século XVI , ao qual foi acrescentado Dom Antonio Santin em 2020.
A torre sineira abriga um complexo de cinco grandes sinos. O maior desses sinos é dedicado a "La campana di San Giusto" , uma peça musical patriótica escrita por Giovanni Drovetti e musicada por Colombino Arona em 1915, cantada muitas décadas depois pelo famoso tenor Luciano Pavarotti .
A torre sineira data do século XIV. Uma estátua românico-bizantina de San Giusto (séculos X-XI) está colocada numa edícula gótica: numa das mãos segura a maquete da cidade e na outra a palma do martírio.

## Interior

Interior da Catedral de Trieste

Não existem muitos dados sobre a decoração interior da igreja. O teto em quilha da nave principal remonta certamente ao século XIV.
No ano de 1423 a abside foi afrescada por Domenico Lu Domine e Antonio Baietto, artistas friulanos, e assim permaneceu até 1843, quando foi ampliada com a destruição do afresco com a Coroação da Virgem - da qual alguns fragmentos permanecem expostos.
Nas primeiras décadas do século XX a abadia foi demolida e reconstruída. A decoração em caixotões foi substituída por um mosaico com o tema da Coroação da Virgem, escolhido após concurso temático.
Restam poucos achados dos demais afrescos originais, sendo o mais importante o Ciclo de San Giusto , em cinco elementos, exposto na capela lateral.

O interior contém muitos dos artefatos sagrados, incluindo o tesouro, escondido atrás de uma grade barroca, que ainda contém muitos objetos valiosos, embora tenha sido saqueado em 1984. No entanto, existem opiniões controversas sobre muitos destes objetos, dada a sua difícil localização histórica e geográfica. Mesmo para o símbolo da cidade, que é a alabarda de São Sérgio, padroeiro secundário da cidade, não é possível definir uma origem certa nem a época exata da forja.

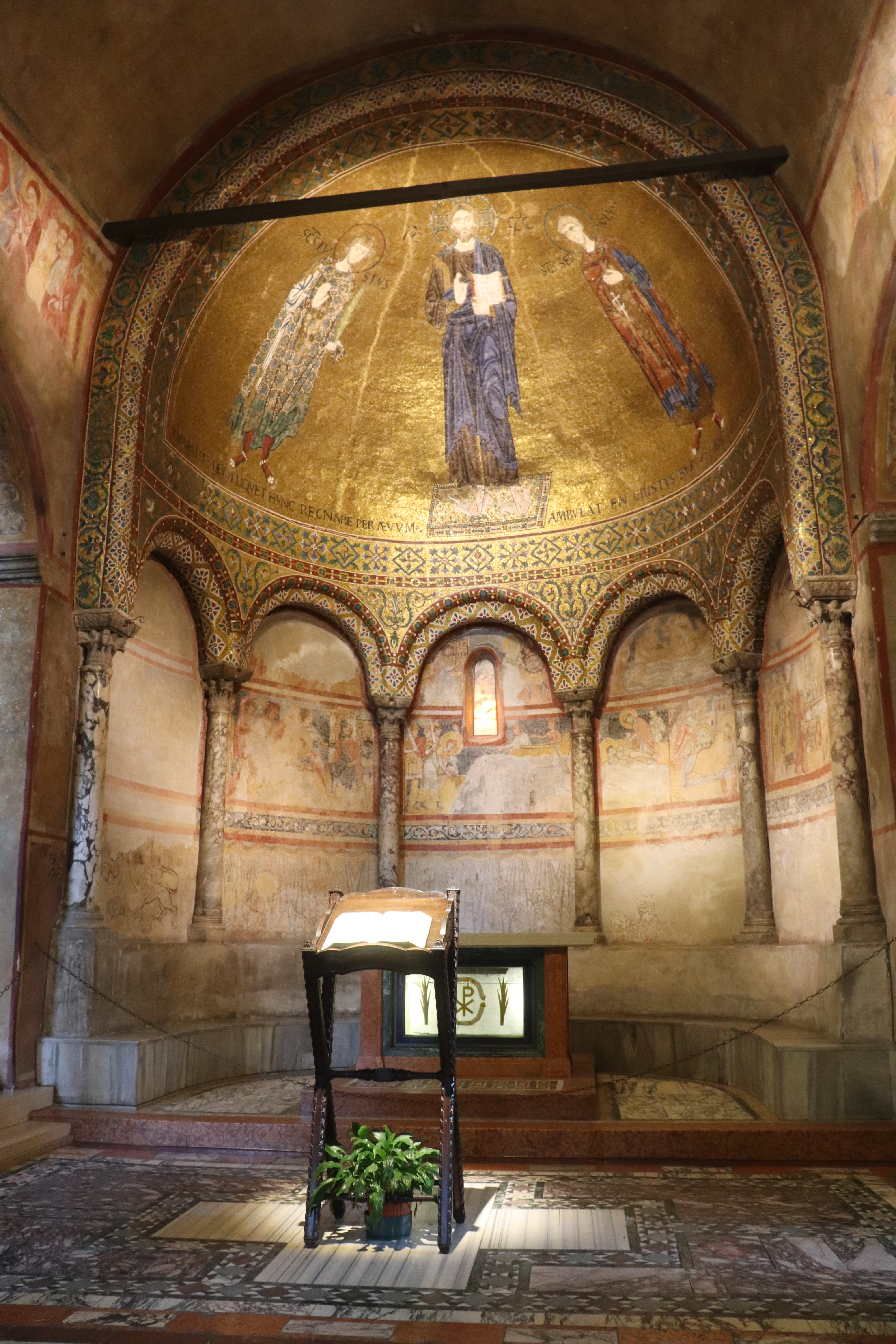
Detalhe dos mosaicos bizantinos

### Moisaicos de arte bizantina
As duas extremidades laterais (correspondentes respectivamente à da basílica de Santa Maria e à capela de São Justo) são decoradas com magníficos mosaicos, obra de trabalhadores venezianos e de Constantinopla.
A Capela de Santa Maria ostenta uma esplêndida representação da Theotókos, sentada num trono, sobre fundo dourado, com o Menino Jesus nos braços, ladeada por dois arcanjos. É uma execução de origem Constantinopolitana da primeira metade do século XII, provavelmente executada em paralelo com as fileiras dos Apóstolos num idílico relvado, colocado no hemiciclo inferior, enquadrado por uma pequena moldura decorada, que pertence, devido à suavidade do panejamento e às afinidades das fisionomias de algumas figuras como as da Catedral de Ravena, a uma equipe de mosaicistas venezianos, os mesmos formados na escola dos trabalhadores bizantinos que decoraram o Basílica de São Marcos no último quartel do século XI. Tal como em Santa Maria Assunta in Torcello , os apóstolos estão representados na série latina , ou seja, com Tiago Menor e Tadeu em vez de Marcos e Lucas.

## Sepultamentos

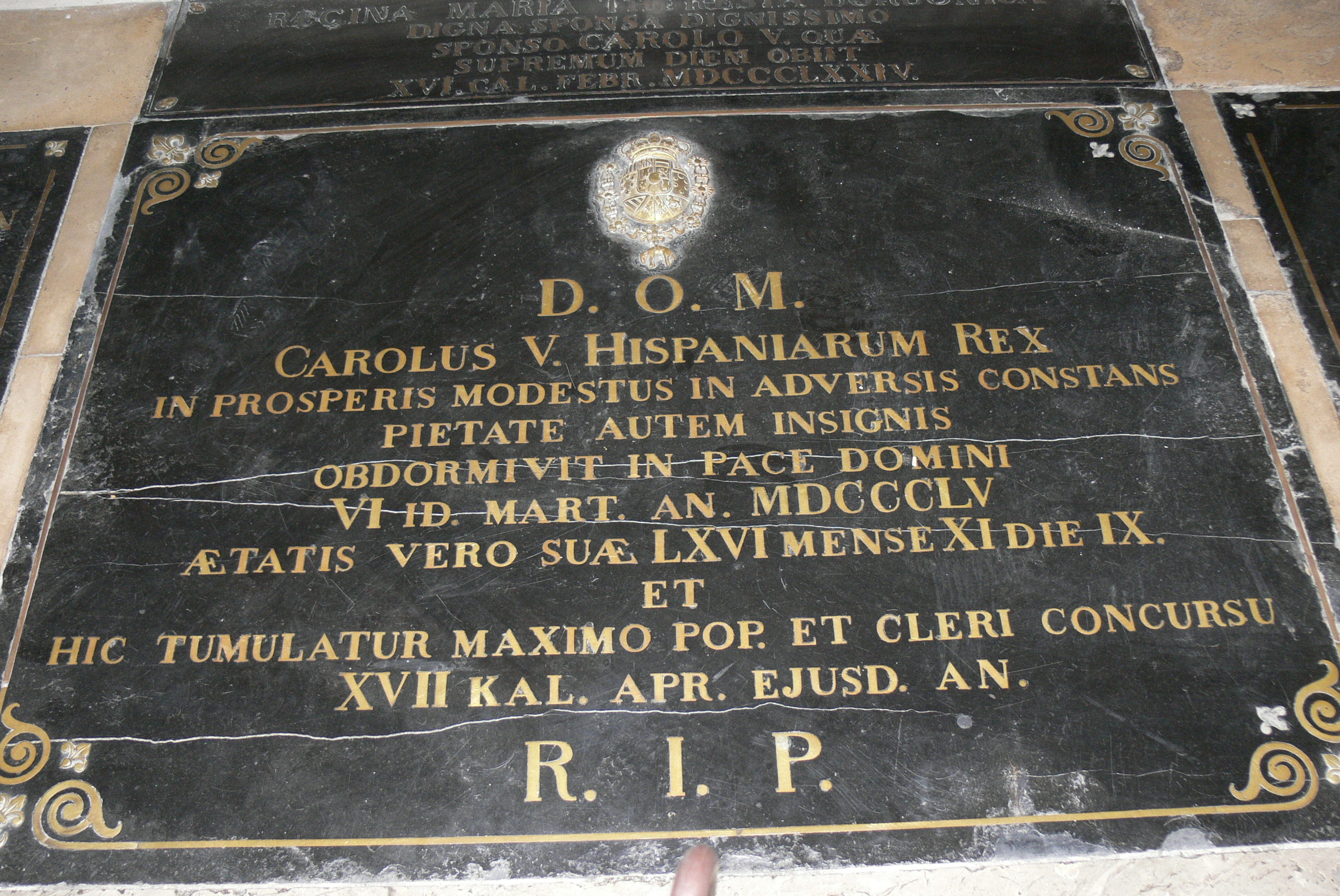
Lápide de Carlos, Conde de Molina

No corredor direito da Catedral está o Mausoléu Carlista, localizado na Capela de São Carlos Borromeu. Lá estão sepultados os alguns membros da família real espanhola ligados ao carlismo, por exemplo:

Mausoléu Carlista

- Infante Carlos, Conde de Molina (Carlos V);
- Infanta Maria Francisca de Portugal, primeira esposa do Conde de Molina;
- Maria Teresa, Princesa da Beira, segunda esposa do Conde de Molina;
- Infante Carlos, Conde de Montemolin (Carlos VI);
- Maria Carolina de Bourbon-Duas Sicílias, esposa do Conde de Montemolin;
- João, Conde de Montizón (João III);
- Fernando de Espanha , irmão do Conde de Montemolin e do Conde de Montizón;
- Carlos, Duque de Madrid (Carlos VII);
- Francisco José da Áustria, filho de Leopoldo Salvador da Áustria e Branca da Espanha.